# Schlossturm Regensberg
Der Schlossturm Regensberg ist ein 20 Meter hoher Aussichtsturm in Regensberg in der Schweiz. Er wurde zwischen 1200 und 1250 von den Herren von Regensberg erbaut.

## Aussichtsplattform
Die Aussichtsplattform befindet sich im 5. Geschoss auf 20 Meter Höhe. Mit einer Eintrittsgebühr von CHF 1.-- kann die Aussichtsplattform und das Museum im Inneren des Turmes besichtigt werden.

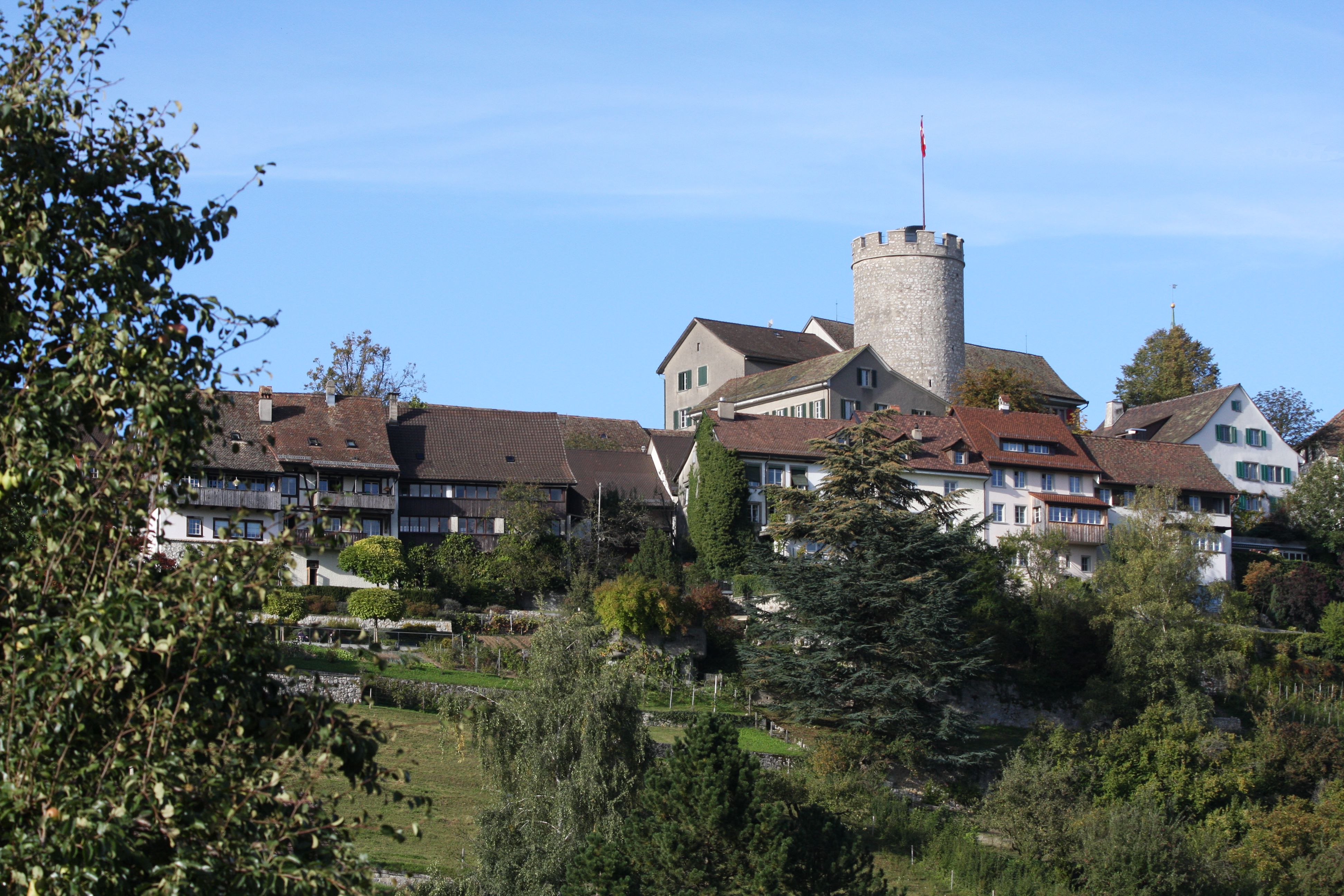
Schlossturm
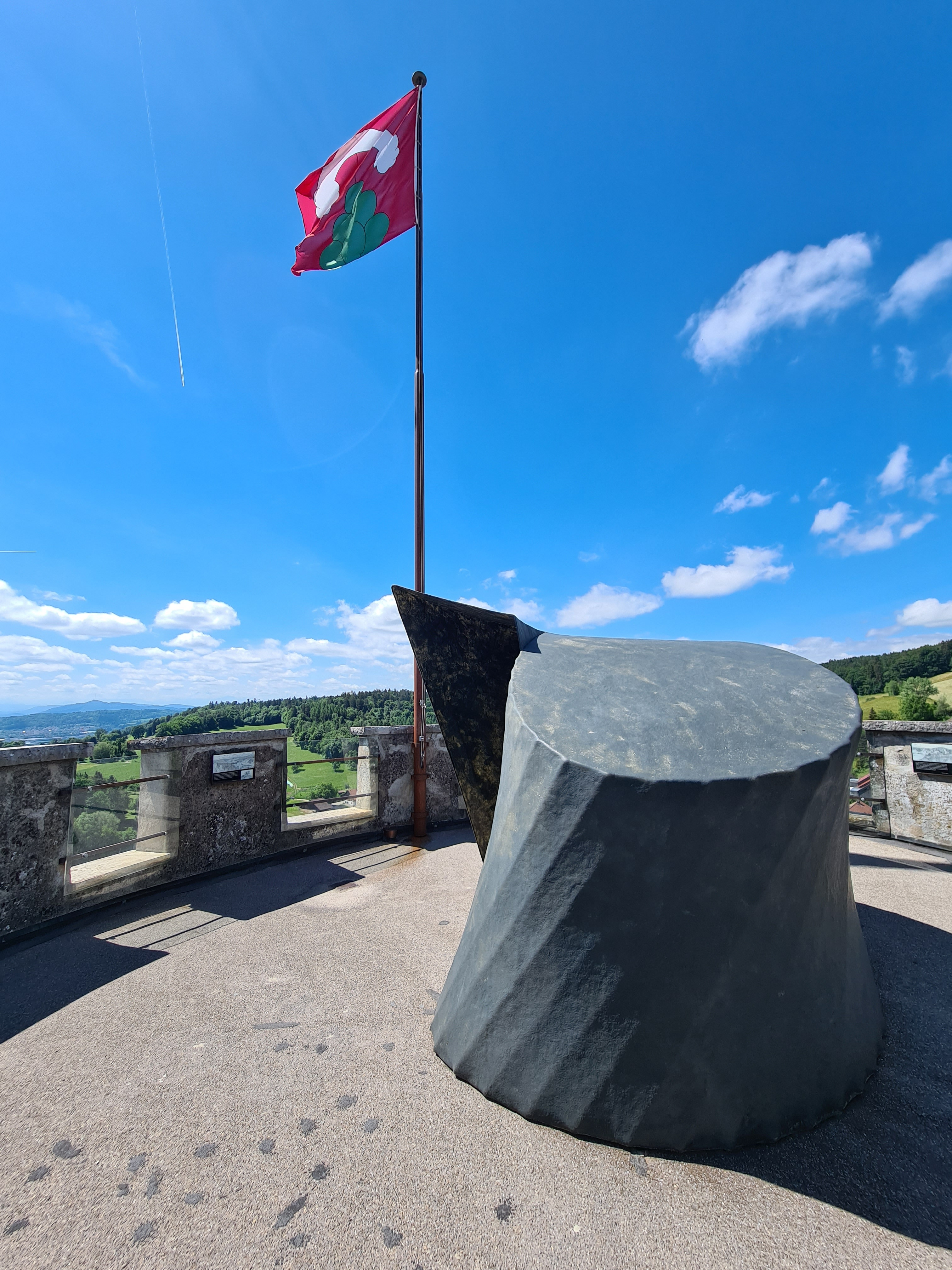
Aussichtsplattform
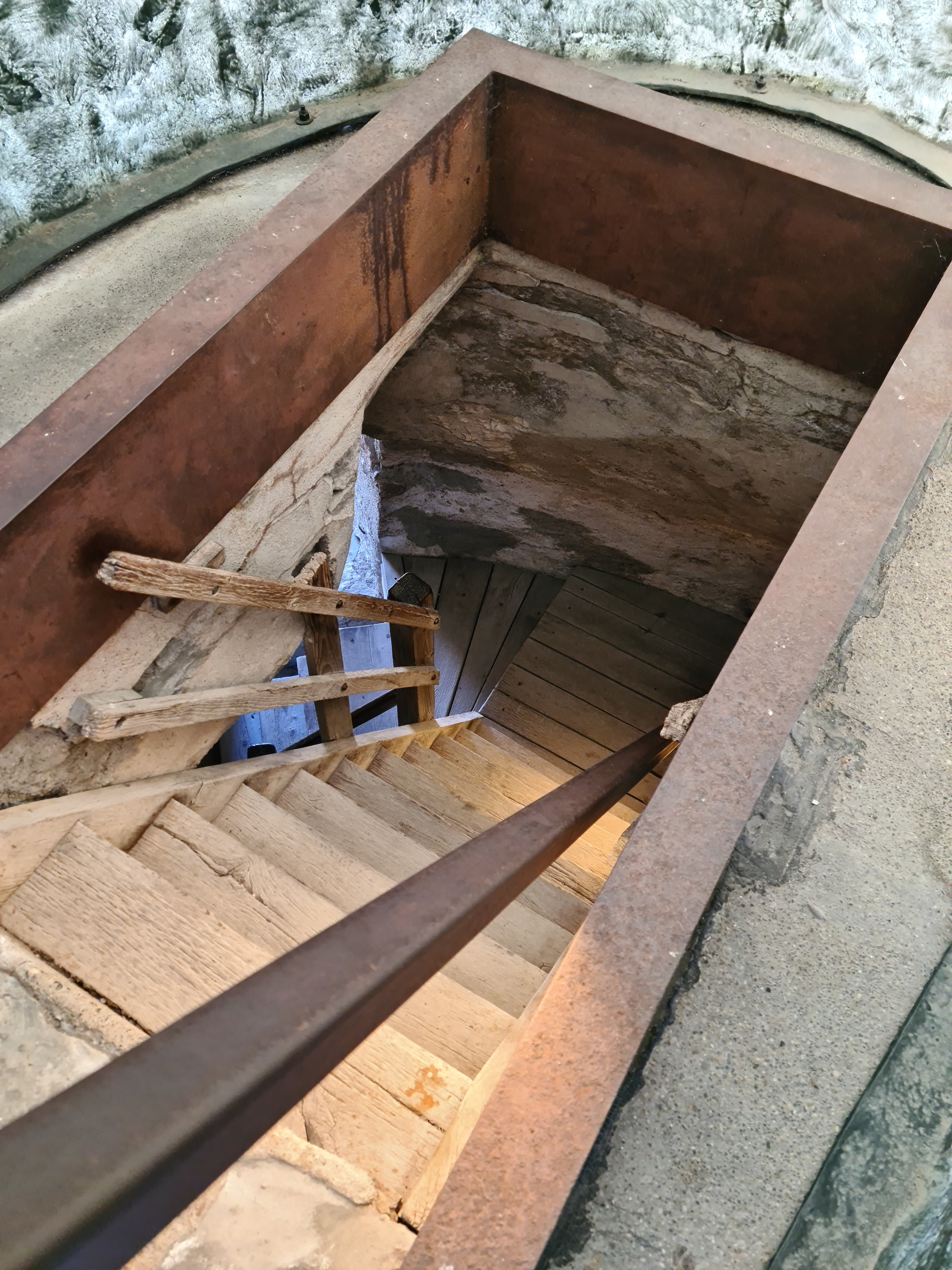
Treppe

## Geschichte
Der Turm beinhaltet in den vier Innengeschossen ein Museum über die Geschichte des Turmes.
1. Geschoss

Regensberg von 1200 bis 1798:
Nachdem der Turm im 13. Jahrhundert zusammen mit der Stadt erbaut wurde, kauften 1302 die Habsburger Stadt und Burg. Im Zeitraum 1409/1417 ging Regensberg an die Stadt Zürich über. Im Schloss residierte bis 1798 ein Landvogt.
2. Geschoss

Regensberg von 1798 – heute:
1798 bis 1807 verpachtete Zürich das Schloss an den letzten Landvogt. 1807 bis 1814 übernahm der Bezirksstatthalter die Pacht. 1815 bis 1831 war Regensberg Sitz des Oberamtmanns. 1832 wurde das Schloss verkauft.
3. Geschoss

Die Stiftung Schloss Regensberg:
1881/82 kaufte die Gemeinnützige Gesellschaft des Kantons Zürich das Schloss mit dem Wehrturm und richtete 1883 eine Anstalt zur Betreuung geistig behinderter Schüler ein. Das Schloss befindet sich seither im Besitz der Stiftung Regensberg.
4. Geschoss

Der Turmhelm:
Bis 1766 besass der Wehrturm einen spitzen Dachhelm, der nach einem Blitzschlag ausbrannte und durch einen Zinnkranz ersetzt wurde. Im Jubiläumsjahr 1994 erhielt der Turm für ein Jahr seinen Helm zurück.